# Взривяване на конструкции
Взривяването на конструкции е метод за контролирано разрушаване на сгради или съоръжения, като мостове, комини, кули, тунели и други. То се извършва чрез планирано поставяне на взривно вещество в определени възли на конструкцията и взривяването му в определена последователност във времето. Обикновено целта е разрушаването да се постигне с минимални щети върху съседни обекти.